# Jardinier à front d'or
Amblyornis flavifrons
Espèce
Statut de conservation UICN

 LC  : Préoccupation mineure
Le Jardinier à front d'or (Amblyornis flavifrons) est une espèce d'oiseaux appartenant à la famille des Ptilonorhynchidae.

## Répartition et habitat
Cette espèce est confinée aux monts Foja dans le nord-ouest de la Nouvelle-Guinée. Cet oiseau jardinier est associé à la forêt de montagne (au-delà de 1 900 m) dominée par les arbres des genres Araucaria, Nothofagus, Podocarpus et Lithocarpus où il fréquente l’étage moyen ou inférieur (entre 6 et 20 m de hauteur) et occasionnellement la litière de la forêt (Frith & Frith 2009). Les mâts qu'il habite sont situés, de façon linéaire, sur des versants le long de crêtes boisées et espacés entre eux d’environ 500 m. Les sites privilégiés sont riches en baliveaux, arbustes et fougères arborescentes, rappelant beaucoup ceux du Jardinier de MacGregor. Les rameaux sont empilés autour d’un tronc pour édifier un mât d’environ un mètre de haut. Une plate-forme circulaire d’environ un mètre de diamètre avec une bordure rehaussée entoure le mât. Elle est tapissée de mousse et décorée de petits tas de fruits bleus, verts et jaunes. L’extérieur de cette plate-forme donnant sur le sol de la forêt est également nettoyé des débris végétaux (Frith & Frith 2009).
La nidification n’est absolument pas documentée.

## Découverte
Le Jardinier à front d'or a été décrit d’après un holotype de mâle adulte monté en peau et destiné au marché des plumes, obtenu par des indigènes au service du marchand Duivenbode. La localisation était inconnue, ce spécimen portant la seule indication « Dutch New Guinea », c'est-à-dire « Ouest de la Nouvelle-Guinée ». Deux autres spécimens furent apportés ultérieurement à Rothschild, probablement par le même marchand. Mais son habitat et encore moins son berceau n’avaient été découverts et la rumeur se répandit rapidement que d’autres espèces inconnues devaient exister dans cette région. Une dizaine d’expéditions furent entreprises par des naturalistes tels que F. de Bruijn, Ernst Mayr, Fred Shaw Mayer, le Prince Léopold de Belgique, Sidney Dillon Ripley, Sten Bergman, Max Thompson et Phil Temple, et Thomas Gilliard mais en vain. Ripley était convaincu que le site de Foja était la patrie de cet oiseau à berceau mais sa tentative, en 1960, pour accéder à cette zone via la rivière Tor échoua en raison de problèmes logistiques sur un relief très escarpé et en l’absence totale de chemins. À la fin des années 1960, le projet de Gilliard d’accéder au site par hélicoptère n’aboutit pas non plus en raison de sa mort prématurée. Il fallut attendre 1979 pour que cette même entreprise soit couronnée de succès grâce à l'expédition de Jared Diamond qui permet ainsi la redécouverte de cet oiseau jardinier. Il réussit à localiser l’oiseau et décrivit son habitat mais il ne préleva aucun spécimen. Après l’expédition de reconnaissance de 1979 eut lieu une seconde exploration en 1981 (Ottaviani 2014). Plus récemment, en juin 2007, Beehler (2008) et ses collègues ont pu photographier le mâle, la femelle et la construction, et même filmer la parade nuptiale.

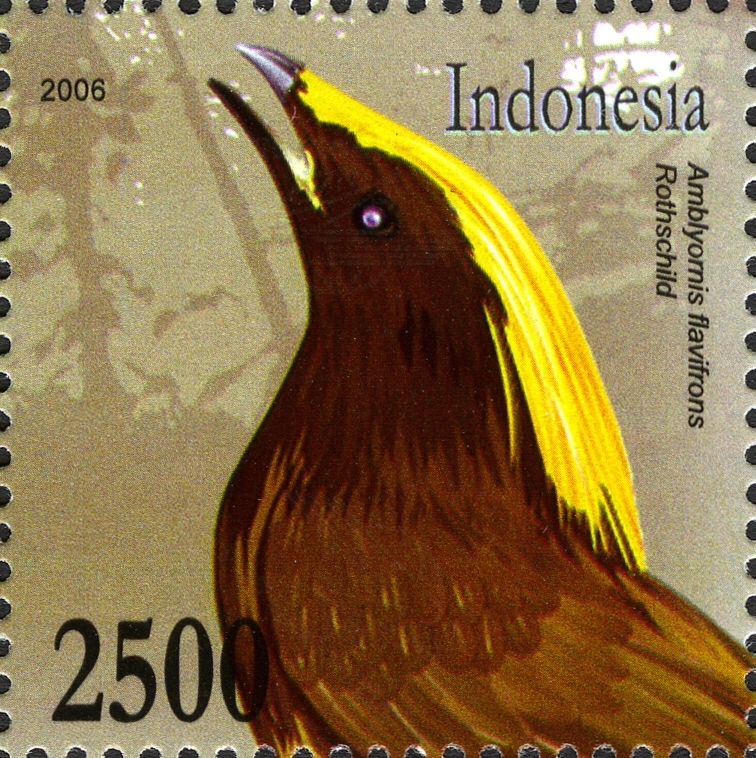
Timbre indonésien de 2006 représentant le jardinier à front jaune.

## Écologie et comportement

### Alimentation
Hormis l’observation d’oiseaux prélevant des fruits dans les arbres et les emportant, rien n’est connu de son régime alimentaire (Frith & Frith 2009).

### Mœurs
Elles sont inconnues, on sait seulement que le mâle passe beaucoup de temps perché au-dessus de son berceau.

### Parade nuptiale
Un mâle adulte tient dans le bec un fruit bleu pendant 20 minutes et, avant de commencer la parade, il émet un bruit sonore rappelant le son produit par un grand mammifère marchant sur du gravier. À l’arrivée de la femelle, il vient se percher près de son berceau, lance une double note flûtée, ténue et aiguë, puis reste immobile et silencieux. La femelle sautille de branche en branche entre deux et dix mètres de haut, restant dans un périmètre de dix mètres autour du mâle. À chaque mouvement de la femelle, il se tourne vers elle en lui présentant la baie bleue. Quand elle se trouve au-dessus de lui, il s’étire verticalement en se tournant vers elle et quand elle volète dans le sous-bois, il s’allonge horizontalement vers elle. Il hérisse et déploie sa huppe entièrement puis agite la tête ce qui la fait trembler de façon remarquable. Quand elle s’enfuit, il reprend son cri puissant et s’envole à son tour (Frith & Frith 2009).
La description ci-dessus de la parade nuptiale est basée sur l’unique document du moment, la vidéo de Beehler mais, depuis, d’autres naturalistes l’ont filmée et photographiée en détail, notamment Edwin Scholes en novembre 2008 dans le cadre de Cornell Lab of Ornithology dont voici le résumé des nombreuses séquences vidéo.
Quand un mâle aperçoit une femelle à proximité, il se positionne immédiatement au pied de son mât où elle le rejoint généralement. Il maintient le corps écrasé sur le sol et la huppe aplatie. La femelle cherche à le voir ; le mâle, à l’éviter. Quand elle se déplace autour du mât, il tourne en sens inverse de façon à rester diamétralement opposé et donc invisible. Ils jouent ainsi « au chat et à la souris » pendant un moment et à mesure que la parade gagne en intensité, la respiration du mâle devient haletante. Au comble de l’excitation, il gonfle sa huppe puis la hérisse comme une fleur et se précipite sur la femelle à une vitesse stupéfiante dans une cascade de tiap-tiap-tiap-tiap-tiap-tiap et la poursuit dans la forêt.
Une autre parade, davantage axée sur les vocalises, a été filmée à un autre berceau par Edwin Scholes, également en novembre 2008. Le mâle se place contre le pied moussu du mât et vocalise selon une trame de cris trisyllabiques, doux et mélancoliques de-you-a, de-you-a, de-you-a entrecoupés de nombreuses imitations : cris rappelant ceux d’un perroquet et d’autres oiseaux du secteur, son évoquant le déclenchement d’un appareil photographique, bruissements de feuilles et craquements de branches, bruit rappelant un sachet en cellophane que l’on froisse. Toutes ces vocalisations sont mêlées à des grincements et des gloussements. La femelle sort du feuillage, se pose au pied du mât puis s’envole à nouveau ce qui incite le mâle à reprendre, de plus belle, ses vocalises pour l’attirer à nouveau. À son retour, ils entament une partie de cache-cache en miroir pendant quelque temps et, soudain, le mâle hérisse sa huppe et se rue vers la femelle dans un déferlement de tiac-tiac-tiac-tiac-tiac frénétiques avant l’accouplement (Ottaviani 2014).

## Menaces et conservation
Malgré la petitesse de la répartition et de la population, l’espèce n’est pas en danger car aucune menace n’existe. Les montagnes Foja étaient totalement dépourvues d’installations humaines jusqu’en 1979 et grâce au classement de ce site en réserve naturelle (Foya Nature Reserve), l’espèce se maintient avec un effectif estimé à un millier d’individus (BirdLife International 2013).